# Derk Jan Eppink
Derk Jan Eppink (ur. 7 listopada 1958 w Steenderen) – holenderski polityk, dziennikarz i urzędnik europejski, poseł do Parlamentu Europejskiego kadencji VII (z Belgii) i IX (z Holandii), deputowany do Tweede Kamer.

## Życiorys
Kształcił się w zakresie prawa holenderskiego na Wolnym Uniwersytecie w Amsterdamie, studiował później prawo europejskie i stosunki międzynarodowe na Uniwersytecie Amsterdamskim.
Pracował jako dziennikarz w holenderskim czasopiśmie „NRC Handelsblad” i następnie belgijskim „De Standaard”. Od 1999 do 2007 pracował jako asystent w gabinetach europejskich komisarzy, Fritsa Bolkesteina i Siima Kallasa. Później powrócił do działalności dziennikarskiej, korespondując z Nowego Jorku.
W wyborach w 2009 kandydował do Parlamentu Europejskiego z ramienia belgijskiego ugrupowania z wspólnoty flamandzkiej, Listy Dedeckera. Mandat europosła uzyskał po rezygnacji z jego objęcia ze strony przywódcy tej partii, Jean-Marie Dedeckera. W PE przystąpił do nowo powołanej grupy pod nazwą Europejscy Konserwatyści i Reformatorzy, został też członkiem Komisji Gospodarczej i Monetarnej. W Europarlamencie zasiadał do 2014.
W Holandii działał w Partii Ludowej na rzecz Wolności i Demokracji, po czym w 2018 związał się z Forum na rzecz Demokracji. W 2019 jako lider listy wyborczej tego ugrupowania powrócił w skład Parlamentu Europejskiego na IX kadencję.
W grudniu 2020, w okresie kryzysu w partii, zrezygnował z członkostwa w FvD, a następnie dołączył do nowej formacji JA21. Z jej ramienia w wyborach w 2021 uzyskał mandat posła do Tweede Kamer. W 2023 związał się z ugrupowaniem BoerBurgerBeweging.